# 양링구

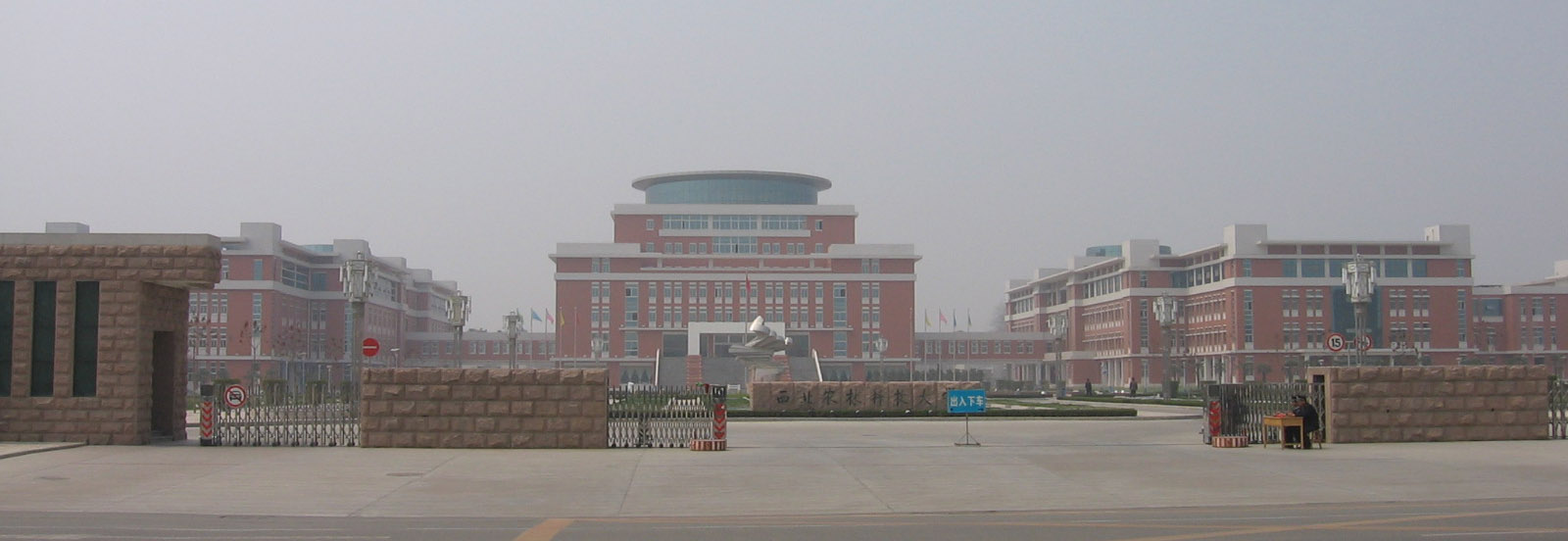

양링구(한국어: 양릉구, 중국어: 杨陵区, 병음: Yánglíng Qū)는 중화인민공화국 산시성 셴양시의 현급 행정구역이다. 웨이 허의 평원에 위치해있다. 넓이는 127km2이고, 인구는 2007년 기준으로 180,000명이다. 구는 성도 시안에서 서쪽으로 약 80km 떨어져 있다.

## 역사
양링이라는 이름은 이곳에 수나라의 창립자 양견과 그의 가족들의 무덤이 있는 데에서 유래하였다.
1979년에 설치된 이래 1983년에 셴양 시의 구가 되기까지 몇 번의 행정 구역 변화를 겪었다.

## 농업
1997년에 새로운 농업 기술을 위한 시험 장소로써 양링 농업첨단기술산업시범구(杨凌农业高新技术产业示范区)가 설치되었다. 400여 하이테크농기업 모여 매년 11월 '농업 박람회'를 개최하여 농업기술을 보급하고 있다.

## 행정 구역
2개 가도, 3개 진 을 관할한다.
- 가도: 杨陵街道.李台街道
- 진: 五泉镇.大寨镇、揉谷镇